# Tank Cemetery
Le Tank Cemetery est un cimetière de la Première Guerre mondiale situé à Guémappe dans le département français du Pas-de-Calais.

## Sépultures
| Pays        | Sépultures |
| ----------- | ---------- |
| Royaume-Uni | 218        |
| Canada      | 1          |
| Total       | 219        |

## Pour approfondir